# Шайдуллин, Айдар Мирсаетович
Айда́р Мирсае́тович Шайду́ллин (баш. Айҙар Мирсәйет улы Шәйҙуллин; род. 21 января 1977, Уфа, Башкирская АССР, РСФСР, СССР) — премьер театра «Кремлёвский балет», заслуженный артист Российской Федерации (2006).

## Биография
В 1995 году с отличием окончил Уфимское государственное хореографическое училище имени Р. Нуреева (педагог Терегулов, Шамиль Ахмедович). В 2005 году окончил Академию труда и социальных отношений в Москве.
Будучи учащимся колледжа, с 1991 года танцевал на сцене Башкирского государственного театра оперы и балета, с 1995 года — солист балета БГТОиБ.
С сентября 1996 по август 1997 — солист балета Челябинского театра оперы и балета имени М. И. Глинки.
В августе 1997 приглашён в театр «Кремлёвский балет». Педагог-репетитор — Владимир Кошелев.
А. Шайдуллину хорошо удаются роли романтических принцев, утончённых аристократов, смелых и мужественных героев и даже комичных персонажей. Убедительный, статный и выразительный танцовщик со своей пластической индивидуальностью, великолепным прыжком и академичностью.

## Сценография
Зигфрид («Лебединое озеро») 

Дроссельмейер, Принц-Щелкунчик («Щелкунчик») 

Базиль («Дон Кихот») 

Наполеон («Наполеон Бонапарт») 

Ратмир («Руслан и Людмила») 

Курбский («Иван Грозный») 

Ромео, Тибальд («Ромео и Джульетта») 

Максуд («Тысяча и одна ночь») 

Дезире («Спящая красавица») 

Альберт («Жизель») 

Феб («Эсмеральда») 

Конрад («Корсар») 

Мизгирь («Снегурочка») 

Граф Альмавива («Фигаро»)

## Продюсер
В 2000—2005 получил высшее юридическое образование в Академии труда и социальных отношений. С апреля 2009 по настоящее время — генеральный директор компании «Глобэкс промоушен». Активно занимается продюсерской деятельностью, организацией концертов и гастрольных туров российских и зарубежных коллективов. Продюсерская компания под его управлением Globex Promotion участвует, в частности, в организации знаменитого Нуриевского фестиваля, обеспечивая выступления звезд мирового балета в его спектаклях и гала-концертах.

## Награды
- Заслуженный артист Российской Федерации (2006)
- Лауреат премии «Национальное достояние»
- Благодарность Управления Делами Президента РФ «за вклад и развитие творческого коллектива»
- Лауреат приза «Душа танца» в номинации «Рыцарь танца» (2019-2020)